# Lágrimas de cocodrilo
Lágrimas de Cocodrilo es el cuarto álbum de estudio de Tino Casal. Publicado en 1987 por el sello Emi-Odeon contiene una de las canciones más conocidas del autor, «Eloise», una versión de Paul y Barry Ryan. También el tema «Oro Negro» fue seleccionado como sintonía oficial de la Vuelta Ciclista a España de 1988.

## Producción
El álbum tuvo tres sencillos: «Eloise», «Oro negro» y «Santa Inquisición». A pesar de que los dos primeros tuvieron gran éxito el resto del disco pasó casi desapercibido. Considerado el trabajo más personal de la carrera de Casal, y uno de los más valorados junto a Etiqueta negra (1983), apareció con retraso debido a la convalecencia de una lesión en la pierna del cantante. Desde que se terminó el trabajo hasta que salió a la venta pasó más de un año.
Casal cuidó los detalles de este disco y se encargó de todo lo referente a las sesiones de fotografía, que se desarrollaron en su domicilio, y al diseño de portada. «Eloise» y «Volcán» se grabaron en Londres, junto al director Andrew Powell y la Orquesta Filarmónica de Londres, en los estudios Abbey Road donde ya se había grabado su anterior disco Etiqueta negra.
De todo el disco destaca «Eloise», original de Paul y Barry Ryan, aunque la base se encuentra en otra versión muy poco conocida que la banda The Damned grabaron en 1986. Consiguió ser número uno durante varias semanas entre los meses de Septiembre y noviembre de 1988 y fue considerado sencillo del año, en ese mismo 1988, por Los 40 principales. Este tema se ha convertido con el tiempo en todo un clásico del pop español y uno de los temas más recordados de Casal. Las voces para esta canción se tardaron en grabar seis semanas. La letra fue creada de nuevo por Casal.

"Una de las razones por las que hice amigo de Tino era por su gran cultura musical. Hacía años que nos habíamos fijado concretamente en Eloise para realizar una versión. Era una canción de Barry Ryan de los años sesenta. (...) Siempre nos habían gustado los arreglos de Andrew Powell que había trabajado mucho con Alan Parsons. El hizo este solemne “score” (orquestación Musical). Un arreglo rico, vital, formidable y maravilloso, con 90 músicos en el Estudio 1 de Abbey Road. Es decir, en el grande, en el de John Williams para Superman o La guerra de las galaxias. (...) Tan sólo baste decir que Tino invirtió unos ocho días, por las tardes y noches, para grabar la voz. Algo desesperante. Aunque lo cierto es que el tema estaba muy alto de tesitura."
Julián Ruiz (2011) 

Se hizo una versión en CD, del que se editaron muy pocas copias, por lo que es un artículo de coleccionista, ya que no se ha reeditado en este formato (ni en ningún otro).
En el 2011 se editó en CD la versión editada en 1988 en LP.

## Lista de canciones

### Versión LP (1987) / Versión CD (2011)
| N.º | Título                  | Escritor(es) | Duración |  |
| 1.  | «Eloise»                | Barry Ryan   | 5:28     |  |
| 2.  | «Noche de perros»       | Tino Casal   | 3:48     |  |
| 3.  | «Santa Inquisición»     | Casal        | 4:00     |  |
| 4.  | «Degeneración»          | Casal        | 4:55     |  |
| 5.  | «Oro negro»             | Casal        | 4:28     |  |
| 6.  | «Fantasmas»             | Casal        | 5:11     |  |
| 7.  | «La piel del diablo»    | Casal        | 5:06     |  |
| 8.  | «Lágrimas de cocodrilo» | Casal        | 4:08     |  |

Versión CD (1987)
| N.º | Título                  | Escritor(es) | Duración |  |
| 1.  | «Eloise»                | Barry Ryan   | 5:28     |  |
| 2.  | «Noche de perros»       | Casal        | 3:48     |  |
| 3.  | «Santa Inquisición»     | Casal        | 4:00     |  |
| 4.  | «Degeneración»          | Casal        | 4:55     |  |
| 5.  | «Oro negro»             | Casal        | 4:28     |  |
| 6.  | «Fantasmas»             | Casal        | 5:11     |  |
| 7.  | «La piel del diablo»    | Casal        | 5:16     |  |
| 8.  | «Ángel exterminador»    | Casal        | 4:44     |  |
| 9.  | «Volcán»                | Casal        | 3:48     |  |
| 10. | «Lágrimas de cocodrilo» | Casal        | 4:08     |  |

### Maxisencillos
| N.º | Título      | Escritor(es) | Duración |  |
| 1.  | «Eloise»    | Barry Ryan   | 5:28     |  |
| 2.  | «Oro negro» | Casal        | 4:28     |  |

## Personal
- Andrew Powell  - Director de orquesta
- Philarmonia Orchestra - Orquesta
- Tino Casal - Compositor, voces, coros, efectos y diseño gráfico
- Pedro Delgado - Diseño gráfico
- Jesús N. Gómez - Ingeniero, programación y percusiones
- Javier Losada - Teclados y programación
- Manel Santisteban - Teclados y programación
- Julián Ruiz - Productor